# Ібрагім Челіккол
Ібрагім Челіккол (тур. İbrahim Çelikkol, нар. 14 лютого 1982, Ізміт, Туреччина) — турецький актор, модель та колишній гравець молодіжної збірної Туреччини з баскетболу.

## Життя і кар'єра
Родина актора по материнській лінії-іммігранти з Салонік, Османська імперія (нині Греція). Його родина по лінії батька має арабське походження.
Батько Челіккол був футболістом. Коли він помер, Ібрагім залишив баскетбол. Його родина в основному спортсмени та музиканти. У нього є сестра на ім'я Асли Челіккол.
Челіккол працював професійною моделлю, перш ніж почати зніматися у кіно. Коли він познайомився із Османою Синавом, турецьким кінопродюсером, то почав зніматися у кіно. Його першим проєктом був «Şamil in Pars: Narkoterör».
В 2012 році Челіккол зіграв Улубатлі Гасана у фільмі «Фетіх 1453».

## Фільмографія

### Фільмографія
| Рік      | Назва            | Роль           | Примітки |
| -------- | ---------------- | -------------- | -------- |
| 2012 рік | Фетіх 1453       | Улубатлі Гасан |          |
| 2014 рік | Садесе Сен       | Алі            |          |
| 2024 рік | Оп'яніла любов'ю | Іскендер       |          |

### Веб-серіали
| Рік      | Назва                         | Роль         | Примітки |
| -------- | ----------------------------- | ------------ | -------- |
| 2016 рік | Seddülbahir 32 Saat           | Мехмет Чавуш |          |
| 2022 рік | As the Crow Flies (TV series) | Кенан Серкан |          |

### Телесеріали
| Рік            | Назва                    | Роль              | Примітки |
| -------------- | ------------------------ | ----------------- | -------- |
| 2004 рік       | Камдан Пабучлар          |                   |          |
| 2008 рік       | Pars: Narkoterör         | Шаміль Батурай    |          |
| 2009 рік       | MAT                      | Сінан Аталай      |          |
| 2010 рік       | Keskin Bıçak (TV series) | Мітхат            |          |
| 2010–2011 роки | Карадаґлар               | Ґюлялі Карадаґ    |          |
| 2011–2012 роки | İffet                    | Джеміль Оздемір   |          |
| 2013–2014 роки | Милосердя                | Фірат Казан       |          |
| 2014 рік       | Реакція                  | Огуз              |          |
| 2016 рік       | Kördüğüm                 | Алі Неджат Карасу |          |
| 2017–2018 роки | Сіях Беяз Ашк            | Ферхат Аслан      |          |
| 2018–2019 роки | Muhteşem İkili           | Мерт Барка        |          |
| 2019–2021 роки | Doğduğun Ev Kaderindir   | Мехді Караджа     |          |
| 2021–2022 роки | Бір Заманлар Чукурова    | Хакан Гюмюшоглу   |          |